# Molnár Péter (újságíró)
Molnár Péter (1963 – 2017. október 19.) magyar újságíró-fotóriporter, operatőr, szóvivő.

## Életpályája
Eleinte újságíró-fotoriporter volt különböző újságoknál (Mai Nap, Népszava, Blikk). A 2000-es évek elejétől a Fővárosi Tűzoltó Parancsnokság szóvivője volt évekig. Ezután az RTL Klubnál volt operatőr. 2017. október 19-én, hosszan tartó súlyos betegség után, elhunyt.